# Irland ved sommer-OL 2020
Irland deltog under Sommer-OL 2020 i Tokyo som blev afviklet i perioden 23. juli til 8. august 2021.

## Medaljer
| 2020 Tokyo | Guld | Sølv | Bronze | Total |
| Irland     | 2    | 0    | 2      | 4     |

### Medaljevinderne
| Irland under sommer-OL 2020 i Tokyo | Irland under sommer-OL 2020 i Tokyo                   | Irland under sommer-OL 2020 i Tokyo | Irland under sommer-OL 2020 i Tokyo | Irland under sommer-OL 2020 i Tokyo |
| Medalje                             | Navn                                                  | Sport                               | Event                               | Dato                                |
| ----------------------------------- | ----------------------------------------------------- | ----------------------------------- | ----------------------------------- | ----------------------------------- |
| Guld                                | Paul O'Donovan Fintan McCarthy                        | Roning                              | Letvægtsdobbeltsculler              | 29. juli                            |
| Guld                                | Kellie Harrington                                     | Boksning                            | Women's lightweight                 | 8. august                           |
| Bronze                              | Aifric Keogh Eimear Lambe Fiona Murtagh Emily Hegarty | Roning                              | Firer uden styrmand                 | 28. juli                            |
| Bronze                              | Aidan Walsh                                           | Boksning                            | Men's welterweight                  | 1. august                           |